# Junichi Kono
Junichi Kono (født 21. januar 1992) er en japansk professionel fodboldspiller.
Han har spillet for flere forskellige klubber i sin karriere, herunder FC Ryukyu.